# Gaffron (Adelsgeschlecht)

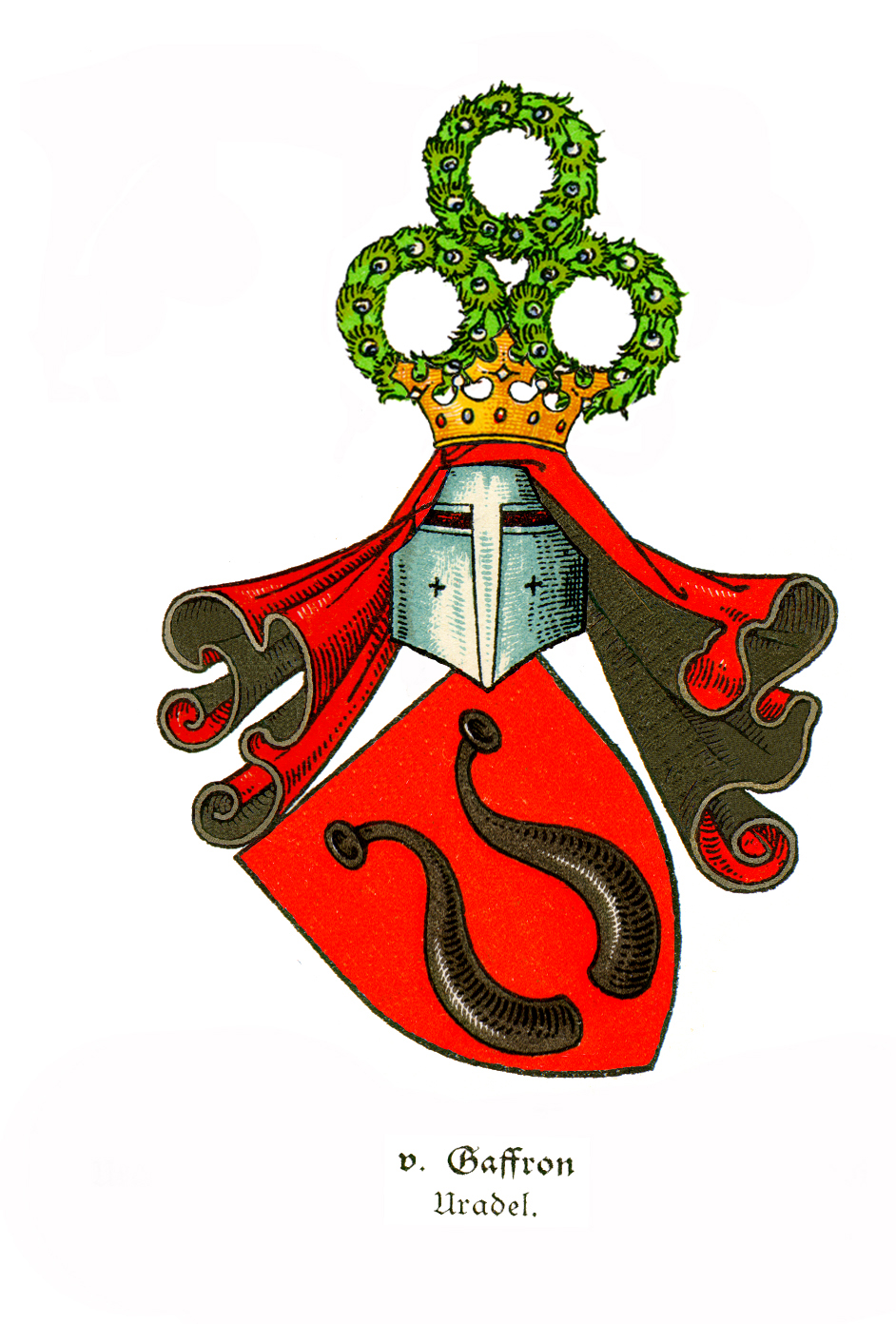
Wappen derer von Gaffron

Gaffron ist der Name eines alten schlesischen Uradelsgeschlechts, das sich nach dem Besitz Oberstradam bei Polnisch-Wartenberg auch Gaffron und Oberstradam sowie nach dem Besitz an Kunern im Kreis Münsterberg auch Gaffron-Kunern nennt.
Es besteht keine Stammverwandtschaft mit den ebenfalls schlesischen Prittwitz-Gaffron.

## Geschichte

### Herkunft
Wie bei vielen schlesischen Adelsgeschlechtern ist auch bei der Familie Gaffron die Herkunft nicht abschließend geklärt. Johann Sinapius, der schlesische Adelsexperte des 17. Jahrhunderts, vermutete eine Verbindung zu den polnischen Adelsfamilien Gawroński (Gawrony). Dieser Gedanke wird jedoch von entsprechenden polnischen Standardwerken nicht aufgegriffen. Urkundlich ist eine polnische Abstammung nicht nachweisbar. Aus heraldischer Sicht ist diese zudem praktisch auszuschließen. Das Wappen der schlesischen Gaffron (zwei Büffelhörner auf rotem Schild) gehört nicht zu den Polnischen Stammwappen und die erwähnten polnischen Familien Gawroński führen davon völlig abweichende Wappen (Rawicz, Rola und Świnka). In den deutschen Standardwerken wurde daher eine Verbindung nach Polen verworfen. Die Familie erscheint mit Ortsbezug in Schlesien erstmals 1358 im Kreis Groß Wartenberg in Niederschlesien: Przibko von Gaweron verkauft sein Gut Buschka im Wartenberger Distrikt an Thamo von Hayn (Urkunde Herzog Konrad I. von Öls und Cosel-Beuthen.) Der früheste Nachweis stammt vom 13. Dezember 1329: Werner von Pannwitz schenkt Einkünfte seines Gutes Naselwitz, Kreis Nimptsch, an ein Nonnenkloster in Breslau, Zeuge war u. a. Janco von Gavron (Urkunde Herzog Boleslaus III. von Liegnitz.) Aufgrund des frühen Erscheinens im Kreis Groß Wartenberg gilt das dort gelegene Gaffron als Stammgut der Familie.

### Standeserhebung

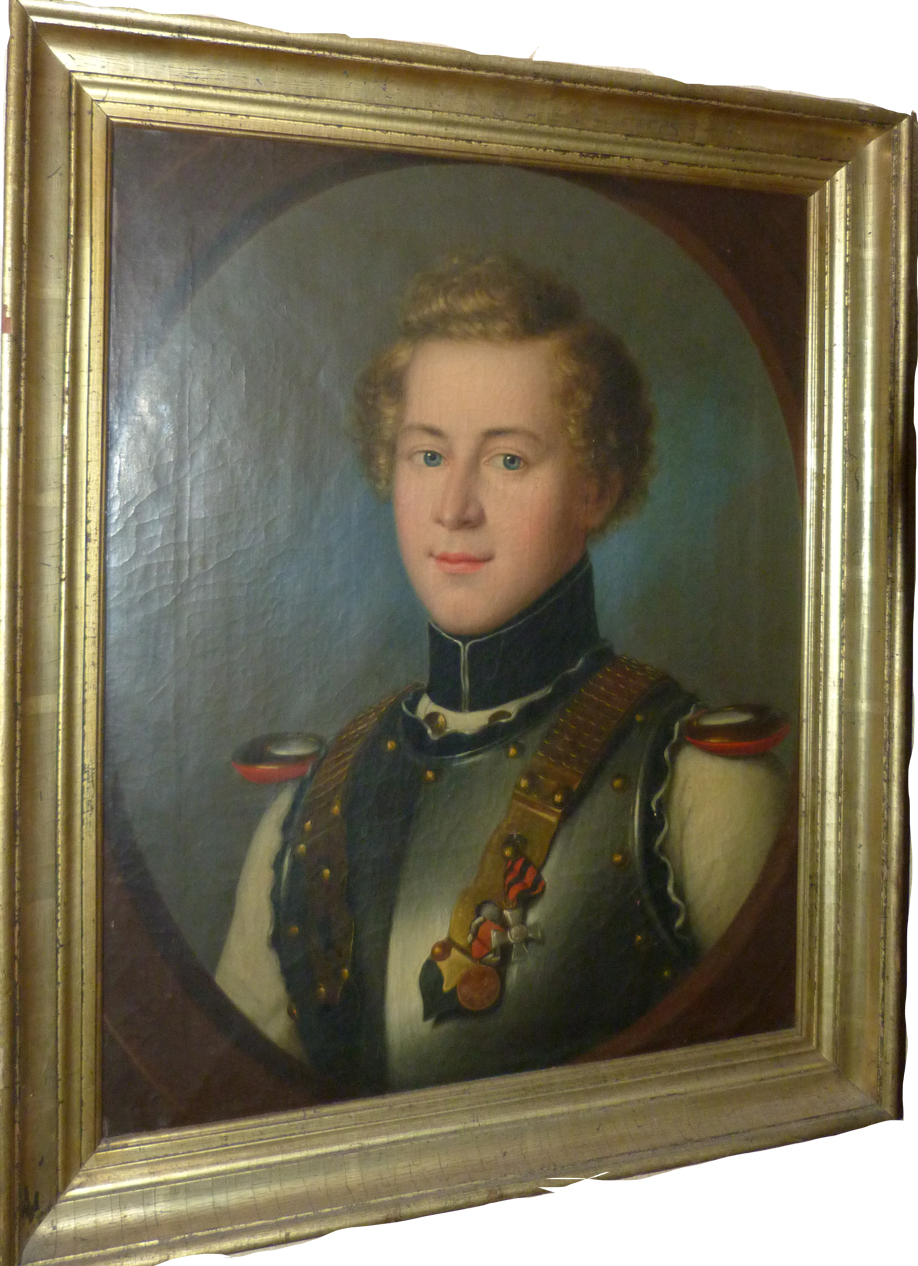
Hermann von Gaffron

Am 15. Oktober 1840 wurde Hermann von Gaffron-Oberstradam auf Kuhnern durch Allerhöchste Kabinettsorder in Berlin mit Diplom ebd. vom 23. April 1845 in den preußischen Freiherrenstand erhoben.

### Grundbesitz

Adam Abraham von Gaffron und Oberstradam

Als wichtigster früher Grundbesitz der Familie im Fürstentum Oels ist anzugeben: Mahjau im Kreis Trebnitz (um 1387 im Besitz, 1448 verkauft), Buschka (später wüstes Dorf im Bereich Groß Wartenberg, 1358 verkauft), Gaffron (vor 1358 im Besitz, vor 1481 verkauft), Trembatschau (1440 im Besitz, kurz nach 1572 verkauft) sowie Ober Stradam (vor 1557 im Besitz, zwei Anteile 1611 bzw. 1635 verkauft). Ebenfalls besaß das Adelsgeschlecht die drei Güter Gaffron um Schloss Klein Gaffron im späteren Kreis Steinau. Vereinzelte Mitglieder finden sich im 17. Jahrhundert noch in: Dalbersdorf (bis 1663), Tschermin (bis 1678) und Domtaschine (bis vor 1694). Die meisten stiegen dann jedoch in den besitzlosen Adel ab. Eine Ausnahme davon stellte die Münsterberger Linie der Familie dar: Sigmund von Gaffron-Oberstradam verließ den Großraum Oels und verzog 1628 auf das Gut Haltauf im Kreis Münsterberg, das er 1639 von den Eltern seiner Frau Anna von Saurma-Jeltsch erwarb. Sein Sohn Max  (1632–1677) starb früh in österreichischen Kriegsdiensten, weshalb dessen Sohn Adam Abraham katholisch erzogen werden sollte. Um dies zu umgehen, trat er in die dänische Armee ein. Sein Sohn Palle Max (* 12. August 1714 in Schleswig) kam nach Schlesien zurück, erhielt von seiner Tante Juliane das Gut Haltauf, 1737 Kunern von seiner Ehefrau und erwarb 1740 Mittel Schreibendorf und ließ in die dortige Kirche eine Familiengruft sowie -loge einbauen. 1800 erwarben die Nachfahren noch Märzdorf. Kurzzeitig (bis 1787) besaß die Familie noch Türpitz und Warkotsch im Kreis Strehlen. 
Als der letzte Freiherr der Familie, Theodor von Gaffron, am 17. November 1882 die Güter Kunern, Haltlauf und Märzdorf an das Haus Sachsen-Weimar verkaufte, verloren seine Nachkommen den an das Gut Kunern gebundenen Freiherrenstand und wurden dann seit 1921 in den Gothaischen Genealogischen Taschenbüchern (Der Gotha) bei den uradeligen Häusern weitergeführt. Als endgültig letzter Gutsbesitz der Familie von Gaffron in Schlesien wurde 1899 Mittel Schreibendorf verkauft.

## Personen
- Siegismund von Gaffron und Oberstradam der Ältere († 1652), Landeshauptmann der Standesherrschaft Groß Wartenberg 19. März 1620 – 10. Juni 1625
- Abraham Adam von Gaffron und Oberstradam (* 1665; † 11. Mai 1738), königlich-dänischer Generalleutnant
- Ernst Christian Gottlieb von Gaffron und Oberstradam (* 12. Mai 1741; † 26. Dezember 1803), auf Kunern, Kreis Münsterberg, Landrat des Kreises Münsterberg (1780–1803) und Direktor der Fürstentumslandschaft Münsterberg und Grafschaft Glatz
- Hermann Freiherr von Gaffron-Kunern (1797–1870), schlesischer Gutsbesitzer, Verwaltungsbeamter und Mitglied des Preußischen Herrenhauses
- Maximilian Friedrich von Gaffron und Oberstradam (* 15. o. 22. Dezember 1727; † 26. April 1800), auf Zobel (seit 1764), Kreis Liegnitz, Landrat des Kreises Liegnitz (1781–1794)
- Rudolph von Gaffron (1821–1901/03), Offizier der k.u.k. Armee und Rittergutsbesitzer
- Theodor Freiherr von Gaffron-Kunern (1823–1899), schlesischer Gutsbesitzer, preußischer Kammerherr und Mitglied des Preußischen Herrenhauses
- Auguste Hyrtl, geb. von Gaffron und Oberstradam (1818–1901), Schriftstellerin
- Antonie Brehmer-Gaffron, geb. von Gaffron und Oberstradam (1833–1908), Schriftstellerin
- Klaus von Gaffron (1946–2017), Fotokünstler

## Wappen
Das Stammwappen zeigt in Rot zwei schwarze Büffelhörner. Auf dem Helm mit rot silbernen Decken drei (1.2.) von Pfauenfedern gewundene Kränze.
Das freiherrliche Wappen (1845) zeigt silber-schwarze Büffelhörner, über der Freiherrnkrone der Helm des adligen Wappens, vermehrt um einen zweiten mit den schwarz-silbernen Büffelhörnern.
Wahlspruch der Familie: „Si Perdis Honorem, Omnia Perdidis“ (= Ehre verloren, Alles verloren; seit der Schlacht 13. November 1677 bei St. Margareth in Ungarn).
Die älteste gedruckte Wappendarstellung findet sich im Scharffenberg’schen Wappenbuch, von etwa 1578. Im Kreis Münsterberg sind einige Epitaphien mit dem Gaffron’schen Wappen erhalten geblieben, beispielsweise an der Kirche von Schreibendorf, Kreis Strehlen. Darin hatte Palle Max von Gaffron nach 1740 auch eine Familienloge und Gruftanlage einbauen lassen.